# Drip drop

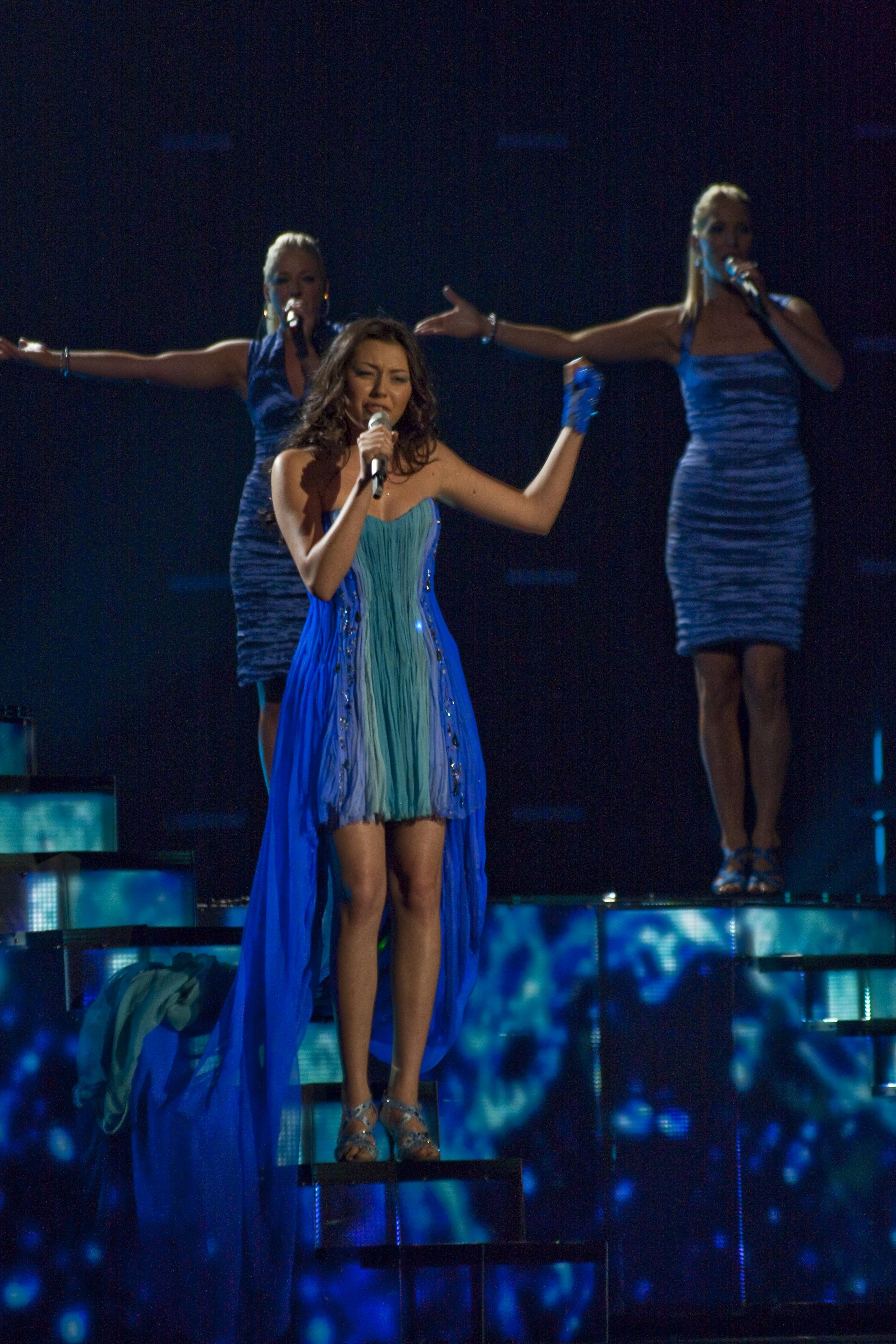
Safura Alizadeh representando a Azerbaiyán en el Festival de la Canción de Eurovisión 2010 en Oslo, Noruega.

«Drip drop» es una canción escrita por Anders Bagge, Stefan Örn y Sandra Bjurman e interpretada por la cantante azerí Safura Alizade, perteneciente a su primer álbum de estudio, It's My War. El tema representó a Azerbaiyán en el Festival de la Canción de Eurovisión de 2010, que se celebró en Oslo, Noruega. Safura fue la elegida para interpretar la canción luego de un proceso de selección abierta y una final nacional, mientras que la canción fue seleccionada mediante un jurado de expertos de la radiodifusora Ictimai.
Hasta ese momento, Safura fue la primera solista en representar a Azerbaiyán en Eurovisión, las otras tres participaciones fueron dúos.
El video musical de la canción fue presentado el 29 de abril de 2010, hoy en día tiene más de 5 millones de visitas en YouTube.

## Posición en las listas
| Lista (2010)          | Posición |
| --------------------- | -------- |
| Russian Airplay Chart | 286      |
| Radio Eska            | 1        |